# Borgiallo
Borgiallo é uma comuna italiana da região do Piemonte, província de Turim, com cerca de 496 habitantes. Estende-se por uma área de 6 km², tendo uma densidade populacional de 83 hab/km². Faz fronteira com Frassinetto, Castellamonte, Colleretto Castelnuovo, Castelnuovo Nigra, Chiesanuova, Cuorgnè.

## Demografia
| Variação demográfica do município entre 1861 e 2011                               |
|                                                                                   |
| Fonte: Istituto Nazionale di Statistica (ISTAT) - Elaboração gráfica da Wikipedia |